# Berryz Kōbō Special Best Vol.1
Albums de Berryz Kōbō
5 (FIVE)
(2008) 6th Otakebi Album
(2010)
Compilations par Berryz Kōbō
Special! Best Mini
(2005) Special Best Vol.2
(2014)
Singles
1. Madayade
Sortie : 5 novembre 2008

Berryz Kōbō Special Best Vol.1 (Berryz工房 スッペシャル ベスト Vol.1, ou Berryz Koubou Special Best Vol.1) est un album compilation du groupe Berryz Kōbō.

## Présentation
L'album, écrit, composé et produit par Tsunku (à part la reprise homonyme du groupe allemand Dschinghis Khan), sort  le 14 janvier 2009 au Japon sur le label Piccolo Town. Il atteint la 11e place du classement des ventes de l'Oricon. Il sort aussi en édition limitée au format CD+DVD avec une pochette différente et un DVD en supplément.
L'album contient un titre inédit (Otoko no Ko), puis dans l'ordre chronologique douze titres dont une "face B" sortis précédemment en singles et cinq autres titres tirés des cinq premiers albums du groupe. La chanson-titre du dernier single d'alors, Madayade, n'apparait que sur cet album compilation, et pas sur un album original. Maiha Ishimura, qui chante sur les premiers singles du groupe, n'est pas créditée sur l'album.

## Formation
Membres du groupe créditées sur l'album :
- Saki Shimizu
- Momoko Tsugunaga
- Chinami Tokunaga
- Miyabi Natsuyaki
- Māsa Sudō
- Yurina Kumai
- Risako Sugaya

## Titres
| 1.  | Otoko no Ko (男の子)                                                 | Titre inédit                        |  |
| 2.  | Anata Nashi de wa Ikite Yukenai (あなたなしでは生きてゆけない)       | 1er single                          |  |
| 3.  | Piriri to Yukō! (ピリリと行こう！)                                   | 3e single                           |  |
| 4.  | Semi (蝉)                                                            | de l'album 1st Chō Berryz           |  |
| 5.  | Today is my Birthday (TODAY IS MY BIRTHDAY)                          | de l'album 1st Chō Berryz           |  |
| 6.  | Yūjō Junjō oh Seishun (友情 純情 oh 青春)                            | Face B du 4e single Happiness (...) |  |
| 7.  | Koi no Jubaku (恋の呪縛)                                             | 5e single                           |  |
| 8.  | Special Generation (スッペシャル ジェネレ～ション)                   | 6e single                           |  |
| 9.  | Nanchū Koi wo Yatterū You Know? (なんちゅう恋をやってるぅYOU KNOW？) | 7e single                           |  |
| 10. | Sabori (さぼり)                                                      | de l'album Dai 2 Seichōki           |  |
| 11. | Jiriri Kiteru (ジリリ キテル)                                        | 10e single                          |  |
| 12. | Waracchaō yo Boyfriend (笑っちゃおうよBOYFRIEND)                     | 11e single                          |  |
| 13. | Omoitattara Kichi Desse! (思い立ったら吉でっせ！)                    | de l'album 4th Ai no Nanchara Shisū |  |
| 14. | Tsukiatteru no ni Kataomoi (付き合ってるのに片思い)                  | 15e single                          |  |
| 15. | Dschinghis Khan (ジンギスカン)                                       | 16e single                          |  |
| 16. | Yuke Yuke Monkey Dance (行け行け モンキーダンス)                     | 17e single                          |  |
| 17. | Madayade (MADAYADE)                                                  | 18e single                          |  |
| 18. | Be (BE)                                                              | de l'album 5 (FIVE)                 |  |

| 1. | Clap! (CLAP!)                   | de l'album 5 (FIVE)          |  |
| 2. | Furare Pattern (フラれパターン) | Face B du 4e single Madayade |  |
| 3. | MC                              | Présentation                 |  |
| 4. | Madayade (MADAYADE)             | 18e single                   |  |
| 5. | ? (握手会)                      | Rencontre avec le public     |  |